# Romy Kermer
Romy Kermer (nome de casada Österreich; Karl-Marx-Stadt, Alemanha Oriental, 28 de julho de 1956) é uma ex-patinadora artística alemã, que competiu em provas de duplas representando a Alemanha Oriental. Ela conquistou uma medalha de prata olímpica em 1976 ao lado de Rolf Österreich, e três medalhas em campeonatos mundiais, sendo duas de prata e uma de bronze. Após encerrarem a carreira de patinadores, Romy Kermer e Rolf Österreich se casaram, e atualmente são treinadores no clube SC Berlin.

## Principais resultados

### Com Rolf Österreich
| Resultados                                            | Resultados      | Resultados        | Resultados       | Resultados       | Resultados    | Resultados    | Resultados    | Resultados    | Resultados    | Resultados    | Resultados    | Resultados    |
| Internacional                                         | Internacional   | Internacional     | Internacional    | Internacional    | Internacional | Internacional | Internacional | Internacional | Internacional | Internacional | Internacional | Internacional |
| Evento/Temporada                                      | 1972– 1973      | 1973– 1974        | 1974– 1975       | 1975– 1976       |               |               |               |               |               |               |               |               |
| ----------------------------------------------------- | --------------- | ----------------- | ---------------- | ---------------- | ------------- | ------------- | ------------- | ------------- | ------------- | ------------- | ------------- | ------------- |
| Jogos Olímpicos                                       |                 |                   |                  | Medalha de prata |               |               |               |               |               |               |               |               |
| Campeonato Mundial                                    | 5.ª             | Medalha de bronze | Medalha de prata | Medalha de prata |               |               |               |               |               |               |               |               |
| Campeonato Europeu                                    | 5.ª             | Medalha de prata  | Medalha de prata | Medalha de prata |               |               |               |               |               |               |               |               |
| Nacional                                              |                 |                   |                  |                  |               |               |               |               |               |               |               |               |
| Campeonato Alemão Oriental                            | Medalha de ouro | Medalha de prata  | Medalha de ouro  | Medalha de ouro  |               |               |               |               |               |               |               |               |
|                                                       |                 |                   |                  |                  |               |               |               |               |               |               |               |               |
| Legenda: Competição não foi disputada nesta temporada |                 |                   |                  |                  |               |               |               |               |               |               |               |               |